# Pendik Stadyumu
Das Pendik Stadyumu (auch Pendik Stadı genannt, durch Sponsoringvertrag Siltaş Yapı Pendik Stadyumu) ist ein Fußballstadion im Bezirk Pendik der türkischen Metropole Istanbul. Es ist die Heimspielstätte des Fußballvereins Pendikspor, der 2023 erstmals in die erstklassige Süper Lig aufstieg. 

## Geschichte

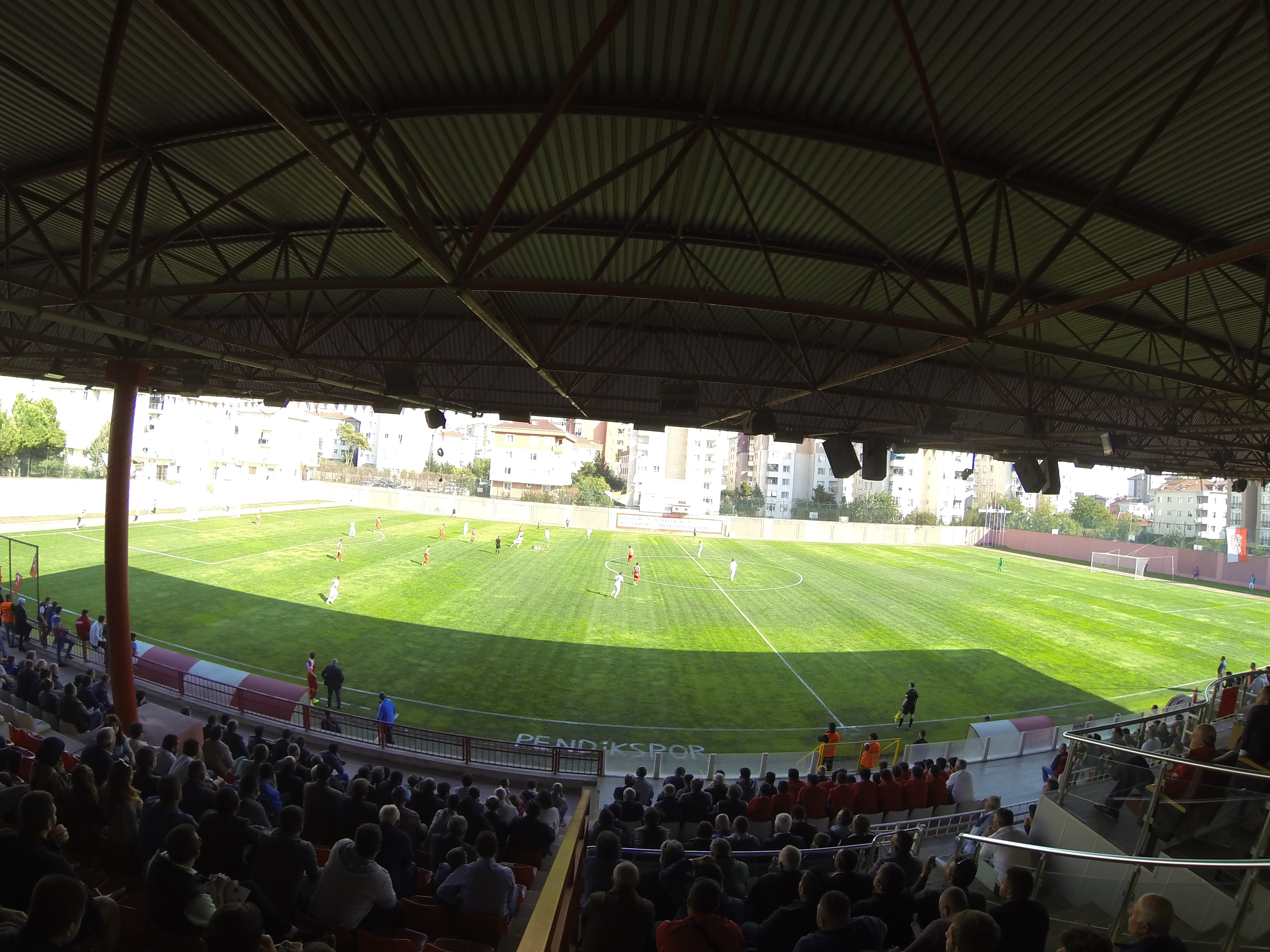
Blick auf das Spielfeld (Oktober 2016)

Das 1993 eröffnete Stadion bietet auf seiner Haupttribüne 2500, teilweise überdachte, Zuschauerplätze. Nach dem Aufstieg von Pendikspor 2022 in die zweitklassige TFF 1. Lig wurde die Sportstätte renoviert und den Anforderungen der Liga angepasst. So wurde u. a. eine LED-Flutlichtanlage von Philips installiert. Der Verein schloss mit dem Bauunternehmen Siltaş Yapı einen Vertrag über den Stadionnamen. Im Sommer 2023 wird am Stadion für die Standards der Süper Lig gearbeitet. Die ersten beiden Heimspiele, am 1. Spieltag gegen Hatayspor und am 4. Spieltag gegen Alanyaspor, muss Pendikspor daher im Ümraniye Belediyesi Şehir Stadı in Ümraniye austragen.